# Работ
Работ (тадж. Работ) — посёлок в Пенджикентском районе Согдийской области Таджикистана.
Административно входит в состав джамоата Амондара.